# Suda (Creta)
Suda (em grego: Σούδα) é uma cidade e antigo município de Creta, Grécia, pertencente a unidade regional de Chania. Desde a reforma administrativa de 2011 que faz parte do município de Chania como unidade municipal. É um importante porto pesqueiro e naval da baía de Suda e é a principal cidade do antigo município do mesmo nome, que se estende desde o interior de Chania ao longo da costa sul da baía. Em 2001 viviam na unidade municipal 7 840 pessoas, a maioria delas na cidade de Suda propriamente dita.
Suda está 6,5 km a leste do centro de Chania. A cidade é relativamente nova, e foi erigida sobre uma área de salinas e sapais. Os turcos conheciam a área como "Tuzla", o termo turco para salinas. Em 1870, eles começaram a construir uma nova localidade, que cresceu com a ampliação de seu porto. A baía de Suda é um dos portos naturais mais profundos do Mediterrâneo, além de ser fácil de defender. 
Hoje Suda é o ponto de chegada para balsas vindas do porto do Pireu (Atenas). Na cidade há um hospital militar e algumas estruturas ligadas à base naval da OTAN situada em frente da cidade, na península de Acrotíri, no outro lado da baía. Um silo de cereais ofusca o centro da cidade. Presumivelmente devido à sua natureza militar, a cidade é pouco frequentada por turistas.
Junto à praia a noroeste da cidade, já na península de Acrotíri, encontra-se o cemitério dos Aliados da Segunda Guerra Mundial. Tem 1 527 sepulturas, a maioria delas de soldados mortos durante a invasão alemã de Creta, em 1941. Uma das sepulturas do lado norte é a do  arqueólogo britânico John Pendlebury, curador de Cnossos pela Escola Britânica de Atenas e um dos líderes das escavações na ilha até ao início da guerra, que morreu executado pelos alemães após ter sido ferido quando combatia com amigos seus cretenses no terceiro dia da invasão.